# Moody's Corporation
Moody's este o companie de rating, cercetare și analiză de risc, înființată în anul 1909 de John Moody (1868 - 1958). Compania este una dintre cele mai importante trei agenții de rating din lume, alături de Standard & Poor's și Fitch Ratings.
O cotă de 20% din acțiunile Moody's este deținută de Berkshire Hathaway, firma deținută de omul de afaceri Warren Buffet.
Compania are în prezent (mai 2008) 3.000 de angajați în toată lumea.